# كارل دومن
كارل دومن (بالألمانية: Carl Dohmann)‏ هو منافس ألعاب قوى ألماني، ولد في 18 مايو 1990 في هانوفر في ألمانيا.

## وصلات خارجية
- كارل دومن على موقع الاتحاد الدولي لألعاب القوى (الإنجليزية)
- كارل دومن على موقع الاتحاد الألماني لألعاب القوى (الألمانية)
- كارل دومن على موقع اللجنة الأولمبية الدولية (الإنجليزية)
- كارل دومن على موقع أوليمبيديا (الإنجليزية)
- كارل دومن على موقع اللجنة الأولمبية الألمانية (الألمانية)